# Monaco op de Olympische Zomerspelen 1960
Monaco nam deel aan de Olympische Zomerspelen 1960 in Rome, Italië. Ook de zevende olympische deelname bleef zonder medailles.

## Deelnemers en resultaten
(m) = mannen, (v) = vrouwen 

### Schermen
| Olympiër       | Discipline | Resultaat | Prestatie                                   |
| -------------- | ---------- | --------- | ------------------------------------------- |
| Henri Bini     | degen (m)  | 69e       | 1ste ronde groep H: 6de met 0 overwinningen |
| Gilbert Orengo | degen (m)  | 38e       | 1ste ronde groep G: 6de met 2 overwinningen |
| Henri Bini     | floret (m) | 53e       | 1ste ronde groep F: 6de met 1 overwinning   |
| Gilbert Orengo | floret (m) | 43e       | 1ste ronde groep D: 5de met 2 overwinningen |

### Schietsport
| Olympiër           | Discipline                 | Resultaat | Prestatie                                                                                                 |
| ------------------ | -------------------------- | --------- | --- |
| Francis Boisson    | 50m geweer 3 houdingen (m) | 67e       | kwalificatie groep 2: 35ste met 504 punten (189-164-151)                                                  |
| Gilbert Scorsoglio | 50m geweer 3 houdingen (m) | 61e       | kwalificatie groep 1: 30ste met 516 punten (184-174-158)                                                  |
| Pierre Marsan      | 50m geweer liggend (m)     | 48e       | kwalificatie groep A: 25ste met 381 punten (92-97-95-97) finale: 48ste met 569 punten (94-94-94-97-97-93) |
| Michel Ravarino    | 50m geweer liggend (m)     | 77e       | kwalificatie groep B: 37ste met 367 punten (91-93-97-86)                                                  |
| Francis Bonafede   | trap (m)                   | onbekend  | |
| Marcel Rué         | trap (m)                   | onbekend  | |

### Zeilen
| Olympiër                                           | Discipline | Resultaat | Prestatie                           |
| -------------------------------------------------- | ---------- | --------- | ----------------------------------- |
| Jules Soccal Gérard Battaglia Jean-Pierre Crovetto | dragon     | 23e       | 1279 punten: (14-22-24-23-24-22-22) |

Afghanistan · Argentinië · Australië · Bahama's · België · Bermuda · Birma · Brazilië · Brits-Guiana · Bulgarije · Canada · Ceylon · Chili · Colombia · Cuba · Denemarken · Duits eenheidsteam · Ethiopië · Fiji · Filipijnen · Finland · Frankrijk · Ghana · Griekenland · Groot-Brittannië · Haïti · Hongarije · Hongkong · Ierland · IJsland · India · Indonesië · Irak · Iran · Israël · Italië · Japan · Joegoslavië · Kenia · Libanon · Liberia · Liechtenstein · Luxemburg · Malakka · Malta · Marokko · Mexico · Monaco · Nederland · Nederlandse Antillen · Nieuw-Zeeland · Nigeria · Noorwegen · Oeganda · Oostenrijk · Pakistan · Panama · Peru · Polen · Portugal · Puerto Rico · Roemenië · San Marino · Singapore · Soedan · Sovjet-Unie · Spanje · Suriname · Taiwan · Thailand · Tsjecho-Slowakije · Tunesië · Turkije · Uruguay · Venezuela · Verenigde Arabische Republiek · Verenigde Staten · Vietnam · West-Indische Federatie · Zuid-Afrika · Zuid-Korea · Zuid-Rhodesië · Zweden · Zwitserland